# Motomami
Motomami és el tercer àlbum d'estudi de la cantant, compositora i productora catalana Rosalía, publicat el 18 de març del 2022 a través de Columbia Records. L'àlbum conceptual compta amb les veus convidades de The Weeknd i Tokischa, i es presenta com l'"àlbum més personal i confessional de Rosalía fins al moment".
El 9 de setembre, Rosalia va publicar una versió expandida del disc anomenada Motomami+ amb 8 noves pistes, entre les quals el senzill Despechá.

## Antecedents i gravació
Al novembre del 2018, Rosalia va estrenar el seu segon àlbum d'estudi, El mal querer, amb elogis de la crítica i l'èxit comercial. L'àlbum, un àlbum conceptual inspirat en la novel·la occitana anònima Flamenca del segle xiii, va llançar a la cantant a l'estrellat del mercat mainstream. El disc va rebre elogis de la crítica per la seva producció experimental, on es pot trobar l'ús d'elements flamencs mesclats amb música pop i urbana junt amb la veu de la cantant. El mal querer va ser inclòs en moltes publicacions a finals d'any, així com a la llista dels 500 millors discs de tots els temps segons Rolling Stone. A més a més, també se'l va guardonar amb el premi Grammy al millor àlbum de rock llatí, urbà o alternatiu als 62ns Premis Grammy.
Les sessions de gravació per el pròxim projecte de la cantant es van iniciar a Los Angeles en algun punt de l'any 2019 i, a l'octubre d'aquell mateix any, Rosalía va confirmar a la revista W que aquest arribaria durant el 2020. Tot i així, durant l'any 2019 i mentre estava al tour promocional per l'àlbum El mal querer, Rosalía va publicar una col·lecció de senzills enlloc d'un àlbum. Al març va llançar el primer de vuit senzills, «Con Altura», junt amb J Balvin i El Guincho. La cançó va liderar les llistes d'èxits d'Argentina, Veneçuela, Espanya i Colòmbia, entre d'altres, i va ser el segon vídeo musical més vist llançat durant l'any 2019 a Youtube i també el vídeo musical femení més vist. La cançó va guanyar el premi Grammy Latino a la Millor Cançó Urbana, així com dos MTV Video Music Awards. Al maig es va entrenar el single «Aute cuture», i els següents «Milionària» y «Dios nos libre del dinero» ho van fer al juliol. A l'agost va llançar una col·laboració amb el cantant porto-riqueny Ozuna, «Yo x ti, tú x mí». La cantant va continuar llançant singles únics com «A palé», «Dolerme» y «Juro que» durant els anys 2019 i 2020. Durant aquest període, Rosalía també va col·laborar en dues ocasions amb Travis Scott; primer en el remix de la seva cançó «Highest in the Room», junt amb Lil Baby, i després a la cançó col·laborativa «TKN», la qual es va convertir en la primera entrada de la cantant a la llista Billboard Hot 100.
Quan la emissora holandesa 3VOOR12 li va preguntar a la cantant a través d'una roda de premsa de Zoom sobre un possible àlbum recopilatori de senzills o box set, la cantant va expressar un rebuig total a la idea, explicant que «no m'agraden gaire els discos que són solament una col·lecció de senzills. Per lo general disfruto els àlbums que expliquen una història i que estan vius i amb molt pensament darrere. Estic completament en contra de la primera idea». També va expressar que estava «intentant realment llançar un nou projecte aquest any, però no s'hi inclouran tots els senzills que has escoltat fins ara. Com a músic, sento la responsabilitat de llançar un àlbum coherent, que tingui sentit; un en què les cançons s'enllacen i comparteixen una essència. En conclusió, vull fer un àlbum que tingui sentit mentre l'escoltes en conjunt». També va dir a La Repubblica i El Universal que aquest nou projecte no tindria ninguna col·laboració, a pesar de, una mica més endavant, parlar sobre una possible col·laboració amb la cantant veneçolana Arca. Rosalía també va ser vista a l'estudi amb, entre d'altres, artistes i productors com Michael Uzowuru, Mike Dean i The Neptunes. A finals de 2020, Pharrell Williams va declarar que estava «impressionat per el títol de l'àlbum» i «honrat de ser part d'aquest».
Durant l'any 2021, Rosalía va seguir bromejant sobre el seu pròxim àlbum d'estudi, tot i que va llençar més senzills independents com la col·laboració amb l'americana Billie EIlish «Lo vas a olvidar» per el soundtrack de Euphoria i la cançó «Linda» amb la rapera dominicana Tokischa. Al maig, la manager de la cantant, Rebecca León, va confirmar que Rosalía no llançaria el seu següent àlbum durant aquell any. A l'agost, Rosalía va revelar a Santiago Matías, en una entrevista, que el disco «ja estava prenent forma, però no sé quantes cançons tindrà». Tres mesos després, la cantant va mencionar a TikTok que el projecte es llançaria pròximament, i va estrenar 30 segons de la cançó «La fama». Durant una trobada i salutació de fans a Mèxic en societat amb Exa FM, Rosalía va revelar que el seu nou àlbum serà «molt diferent i serà gaudit» pels seus fans. També va revelar que el senzill principal es llançaria al novembre.Durant una trobada i salutació de fans a Mèxic en societat amb Exa FM, Rosalía va revelar que el seu nou àlbum serà «molt diferent i serà gaudit» pels seus fans. També va revelar que el senzill principal es llançaria al novembre.
L'àlbum va ser anunciat oficialment el 2 de novembre de 2021, el tercer aniversari d'El mal voler, juntament amb un avenç de 15 segons dirigit per Daniel Sannwald que contenia un fragment d'una de les cançons de l'àlbum, així com una data de llançament temptativa de '2022'. El 8 de novembre de 2021, Rosalía va anunciar el senzill principal de l'àlbum, «La fama», que interpreta al costat del cantant canadenc The Weeknd, que va ser llançat l'11 de novembre.
El 31 de Gener del 2022, Rosalia va compartir la portada del disc, inspirada en el Naixement de Venus de Botticelli. El 2 de Febrer, Rosalia va anunciar l'estrena del senzill Saoko pel dia 4 del mateix mes. El 24 de Febrer va estrenar Chicken Teriyaki com a tercer avançament del disc. El 6 de Gener, Rosalia va confirmar la llista de cançons que formaran part del disc.

## Recepció de la crítica
Motomami va ser àmpliament aclamat pels crítics musicals, que sovint van elogiar l'experimentació de l'àlbum i els sons que modifiquen el gènere.
 A Metacritic, que assigna una qualificació normalitzada sobre 100 a les ressenyes de les publicacions professionals, l'àlbum va rebre una puntuació mitjana de 95 basada en 13 ressenyes, el que indica una "aclamació universal". El portal AnyDecentMusic? li va atorgar un 8,5 sobre 10, basant-se en la seva avaluació del consens de la crítica.
En una crítica de cinc estrelles, Diego Ortiz, de Rolling Stone en Espanyol, va escriure que Motomami "redefineix el concepte de mainstream amb la seva exploració sonora abstracta, on les fronteres i els gèneres es difuminen per complet. Sens dubte, es tracta d'una de les produccions més atrevides i temeràries dels últims anys i que, alhora, obre un nou camí de possibilitats gairebé infinites”. Mark Richardson, de The Wall Street Journal, està d'acord i escriu: “...per a Rosalía, aquest pop futurista es mescla amb el rap, el reggaetó d'estil caribeny, el ball i, per descomptat, el flamenc, aquí, les guitarres folklòriques xoquen amb un processament digital d'un altre món. És una visionària a l'estil M.I.A. o Madonna, que aprofita la seva posició al món de la música per impulsar-la en noves direccions". Thom Jurek, d'AllMusic, va descriure el disc com a "provocatiu i arriscat, a més de creatiu. Mostra a Rosalía com una mestra, que reuneix els fils contradictoris del pop llatí i anglosaxó amb formes tradicionals i avantguardistes i sons frescos en un enfocament radical gloriosament articulat que permet una escolta obsessiva”.
Pitchfork va coronar Motomami amb el premi a la "Millor Música Nova", i Julianne Escobedo Shepherd va escriure: "És estrany escoltar un àlbum tan experimental, que aspira a estendre's a través dels gèneres i jugar amb la forma, i que aconsegueix exactament el que es proposa. Rosalía ja era una cantant formidable, però aquí també sona com si hagués après que el superestrellat mundial comporta la llibertat d'establir la seva pròpia agenda”.

## Promoció

### Tour
L'octubre del 2021, en el marc de la conferència de música BIME Pro, el tour manager Agustín Boffi va revelar que Rosalía emprendrà una «gira mundial el 2022» que es prepara «des de fa més d'un any». Boffi també va revelar que l'equip de la gira s'ampliarà a «més de 150 persones» en comparació de les 40 persones que estaven treballant al seu cicle de concerts anterior.
El mes d'abril Rosalia va anunciar oficialment el Motomami World Tour, que començaria a Espanya, i després visitaria nombrosos països d'Amèrica Llatina, Amèrica del Nord i Europa en aquest ordre. La gira va començar el 6 de Juliol a Almeria.

### Motomami Los Santos
El 15 de desembre del 2021 es va estrenar, dins d'una expansió del videojoc Grand Theft Auto V, l'emissora de ràdio Motomami Los Santos, la qual solament es podia accedir al conduir un vehicle al joc. Aquesta emissora col·laborativa entre Rosalía i Arca, inclou temes de cantants com Kaydy Cain, Camarón de la Isla, Bad Gyal, i un gran etcètera, així com temes exclusius de Motomami. L'estrena d'aquesta emissora va anar acompanyada de tot un seguit de cartells promocionals del nou àlbum els quals es podien trobar per la ciutat fictícia de Los Santos.

## Èxit comercial
En el seu primer dia de disponibilitat, Motomami va obtenir 16,1 milions de reproduccions a Spotify a nivell mundial. Només a l'estat espanyol, en va aconseguir 5,79 milions, cosa que converteix Motomami en el disc d'un artista espanyol més escoltat a Spotify a Espanya en un dia. El 12 de setembre va ser certificat amb dos discos de platí.
Motomami va entrar al número 1 de la llista oficial espanyola de discos, i ja va ser certificat amb el disc d'or la seva primera setmana. Motomami va convertir-se en el primer disc de l'artista catalana en entrar a la llista d'àlbums dels Estats Units, a la posició 33. També va convertir-se en el primer disc de Rosalia en entrar a la llista oficial d'àlbums del Regne Unit, a la posició 42

## Motomami +
Motomami+ és la versió explandida de Motomami, el tercer àlbum d'estudi de la cantant, compositora i productora catalana Rosalia, publicat el 9 de setembre del 2022. Inclou l'exitós senzill Despechá, un remix de Candy amb Chencho Corleone, un enregistrament en directe de La Fama en un dels concerts al Palau Sant Jordi de Barcelona i quatre cançons inèdites: LAX, Chiri, Aislamiento i La Kilié.
Al concert del Motomami World Tour a la República Dominicana, Rosalia va anunciar el llançament d'aquesta nova edició del disc. Tres de les quatre cançons inèdites (LAX, Aislamiento i Chiri) ja havien estat estrenades en directe a la gira.

## Premis i reconeixements de la crítica
Amb una puntuació de 94 punts a Metacritic, Motomami és l'àlbum del 2022 més ben valorat per la crítica a nivell mundial. Va guanyar els premis de l'"Àlbum de l'any" i del "Millor disc de música alternativa" als Latin Grammys.